# Rožňava
Rožňava, ungarisch Rozsnyó (deutsch Rosenau, lateinisch Rosnavia) ist eine Stadt in der Ostslowakei.

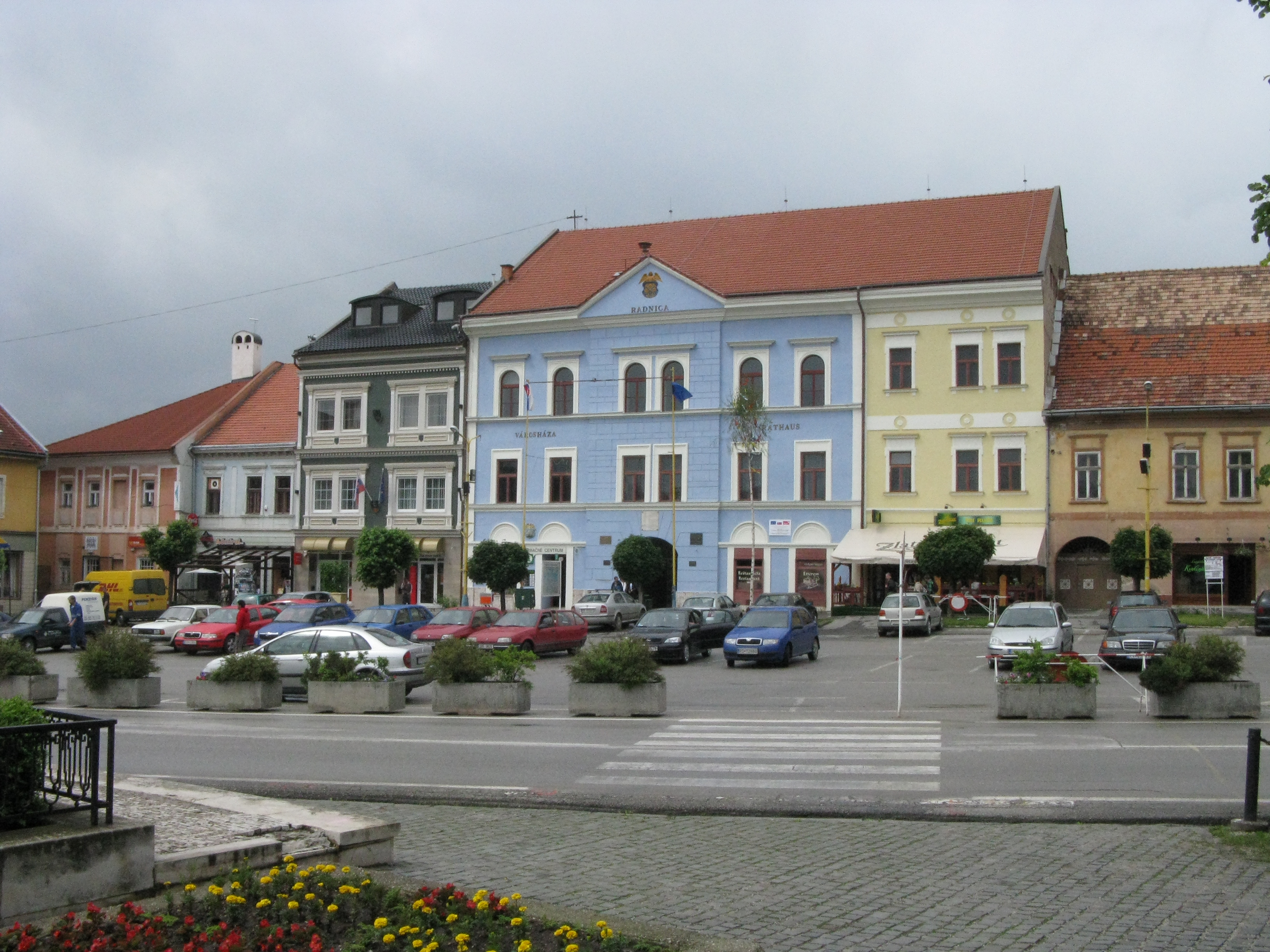
Blick auf den Marktplatz der Stadt, mit dem alten Rathaus

## Geographie
Sie liegt im Rosenauer Kessel (Rožňavská kotlina) am Fluss Slaná und ist von Gebirgen des Slowakischen Erzgebirges umgeben (Slowakischer Karst, Volovské vrchy), etwa 75 km westlich von Košice. Die Stadt ist eines der Zentren der historischen Region Gemer.
Verwaltungstechnisch gliedert sich die Stadt in die Stadtteile Nadabula (1960 eingemeindet), Rožňava und Rožňavská Baňa. Rožňava ist Sitz des römisch-katholischen Bistums Rožňava.

## Geschichte

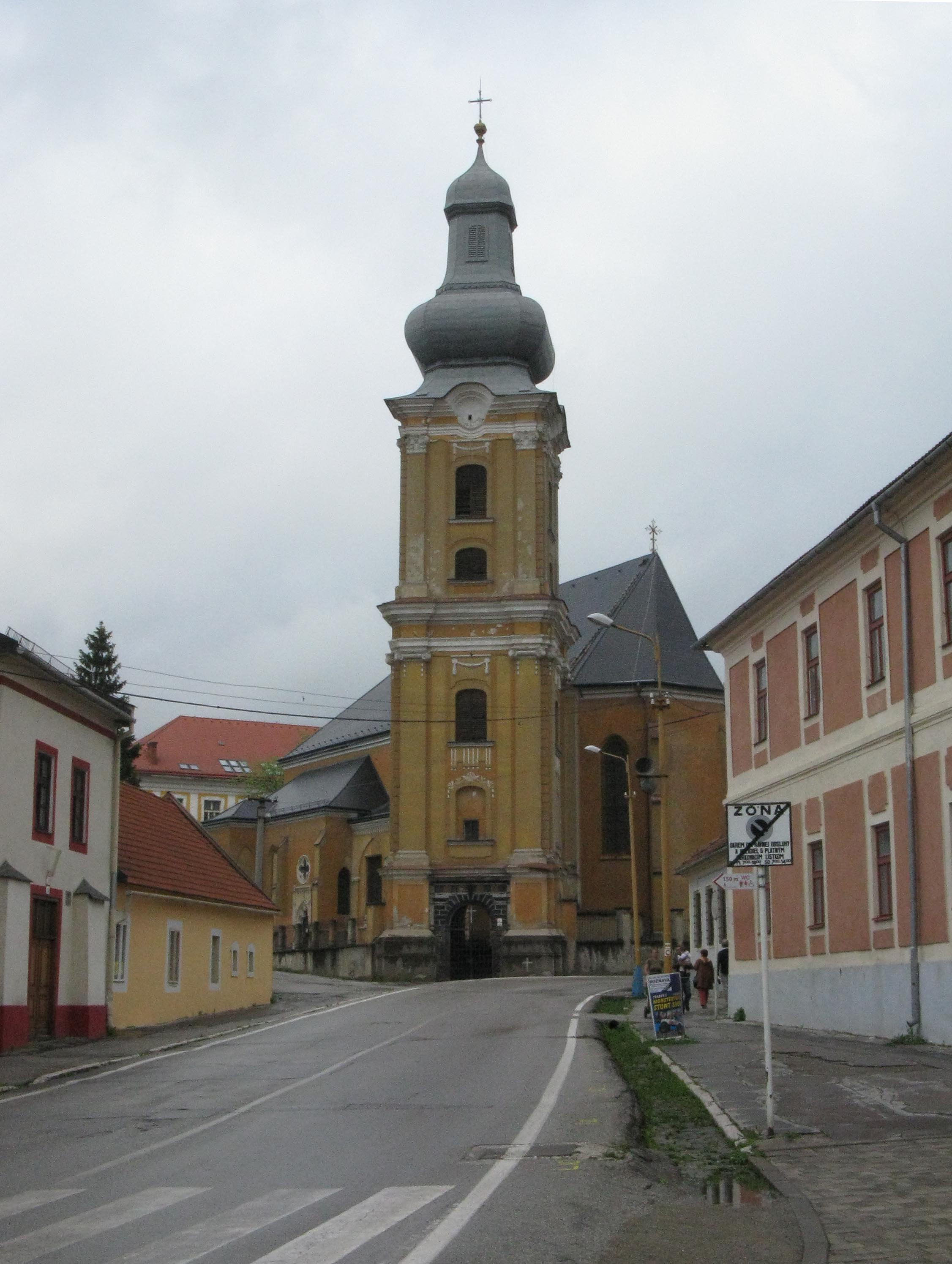
Die Kathedralkirche von Rožňava

Der Ort wurde 1291 zum ersten Mal als Rosnaubana in einer Urkunde erwähnt, als König Andreas III. von Ungarn den Erzbischof von Esztergom damit belehnte. Der deutsche Ortsname „Rosnau“ mit dem ungarischen Zusatz „bana“ weist die Stadt als ungarische Gründung mit mehrheitlich deutscher Bürgerschaft aus, die dazu ins Land gerufen wurde. Das wird durch die Gründung zum Zweck des Bergbaus bestätigt, der sich in der Gegend rasch entwickelte. Deutsche Bergknappen und Gewerken galten im Mittelalter in ihrem Bereich als führend. Der Ort entwickelte sich schnell zu einem wichtigen Bergbauzentrum, an dem das reinste Gold Ungarns gewonnen wurde. „Unter dem Ochsenberge, ungarisch Pofalo genannt, welcher den Zipser und Gömörer Komitat voneinander scheidet, ist das schöne Rosenauer Gold-Bergwerk von dem allerhöchsten Gold-Grad in Ungarn, massen es fast 24 Grad streichet.“
Gefördert wurden zunächst neben Gold vor allem auch Silber und Eisen. 1340 erfolgte die Stadterhebung. 1410 bestätigte Kaiser Sigismund als König von Ungarn die Privilegien der Stadt.
Nach dem 16. Jahrhundert kam es zum Niedergang des Bergbaus. Von 1800 bis zum 20. Jahrhundert wurde dann Eisenerz gefördert.
In der Stadt werden seit der Gründung des Ortes Deutsche, Ungarn und Slowaken gelebt haben. Die Mehrheitsbevölkerung wechselte im Laufe der Geschichte durch ethnische Verschiebungen. Mit dem Niedergang des Bergbaus und seit der Reformation ging der Anteil der Deutschen kontinuierlich zurück. Seit dem 19. Jahrhundert auch durch Magyarisierung. Bei der Volkszählung in Österreich-Ungarn 1910 bezeichneten sich nur 2,4 Prozent als Deutsche. An ihre Stelle waren seit dem Beginn der Neuzeit die Ungarn getreten, die ihrerseits nach dem Zweiten Weltkrieg von den Slowaken verdrängt wurden.
Zedlers Großes vollständiges Universal-Lexicon mit Angaben aus der Zeit um 1740 vermerkt zu „Rosenau in Oberungarn“: „Oben am Radabuler oder Rosendorffer Thor sind zwey schöne Kirchen: Die Ungarische, welche vormahls die Deutsche gewesen, ist hoch und groß.“
Bis 1711 galt: „Die Bürgerschaft ist bestentheils evangelisch, hatte ehedem eine große dreyfache Kirche, in welcher drey Gemeinen, die ungarische, deutsche und schlowakische, jede abgesondert ihren Gottesdienst halten konnten.“
In seiner Landesbeschreibung von 1851 vermerkte der ungarische Statistiker, Ökonom und Geograph Fényes Elek: „Seine Bevölkerung beträgt 6110 Menschen, 2886 sind kath., 3524 evang. Was die Sprache betrifft, ist der größere Teil ungarisch, etwas weniger sind deutsch und noch weniger slowakisch. Der Rat der Stadt setzt sich seit alters aus ungarischen und deutschen, kath. und evang. Bürgern zusammen.“
Das 1776 gegründete katholische Bistum Rožňava hat bis heute seinen Sitz in Rožňava.
Bis 1919 gehörte Rožňava im Komitat Gemer und Kleinhont zum Königreich Ungarn. Nach dem Ersten Weltkrieg kam sie im Vertrag von Trianon, obwohl mehrheitlich von Ungarn bewohnt, zur neu entstandenen Tschechoslowakei. Laut der Volkszählung 1910 waren 89,7 Prozent der Bewohner Ungarn und 6,2 Prozent Slowaken.
Durch den Ersten Wiener Schiedsspruch war die Stadt von 1938 bis 1945 wieder ein Teil von Ungarn. 1942 flohen Juden aus der Slowakei nach Rozsnyó über die Grenze. Die jüdische Bevölkerung in Rozsnyó wurde 1944 ghettoisiert, und es wurden 800 Juden über Miskolc in das KZ Auschwitz deportiert. Nach dem Ende des Zweiten Weltkrieges wurde der Großteil der ungarischen Bevölkerung aufgrund der Beneš-Dekrete vertrieben. Die Tschechoslowakei siedelte dort vorwiegend Slowaken an.

## Sehenswürdigkeiten

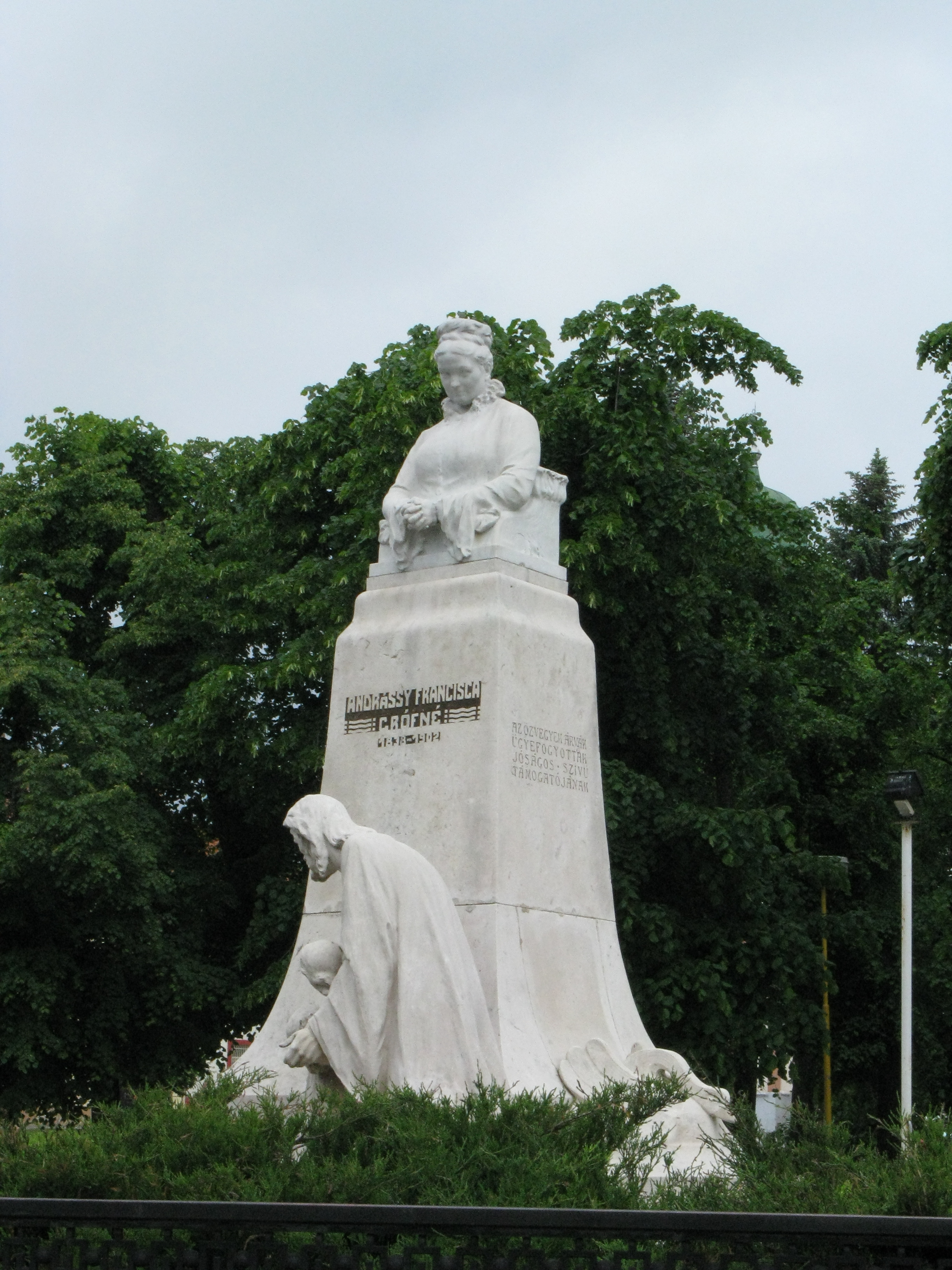
Františka-Andrássy-Denkmal (2008)

Der historische Stadtkern mit Bürgerhäusern liegt um einen mittelalterlichen Platz (Námestie baníkov, wörtlich: „Platz der Bergleute“) und in den umliegenden Gassen. Als Sehenswürdigkeiten gelten der Wachtturm im Spätrenaissance-Stil, das alte Rathaus, der Bischofspalast, ein Kloster, das Gebäude einer ehemaligen Bergkammer und ein Františka-Andrássy-Denkmal. Sakralbauten sind die Kathedralkirche Mariä Himmelfahrt aus dem 14. Jahrhundert, die Kirche des Heiligen Franz Xaver und eine klassizistische evangelische Kirche.
In der Umgebung gibt es verschiedene Ausflugsmöglichkeiten: das Kastell im nördlich gelegenen Ort Betliar, die Burg in der östlich gelegenen Gemeinde Krásnohorské Podhradie und einige Natursehenswürdigkeiten, zum Beispiel der Nationalpark Slowakischer Karst mit seinen Höhlen.

## Bevölkerung
| Jahr                | 1994   | 2004    | 2014    | 2024     |
| ------------------- | ------ | ------- | ------- | -------- |
| Anzahl der Personen | 19.602 | 19.226  | 19.450  | 16.857   |
| Unterschied         |        | −1,91 % | +1,16 % | −13,33 % |

| Jahr                | 2023   | 2024    |
| ------------------- | ------ | ------- |
| Anzahl der Personen | 16.932 | 16.857  |
| Unterschied         |        | −0,44 % |

Bei der Volkszählung von 2001 hatte die Stadt 19.261 Einwohner, davon waren 69,27 % Slowaken, 26,80 % Ungarn, 1,59 % Roma, 0,69 % Tschechen und andere. 41,08 % der Einwohner bekannten sich zur römisch-katholischen Kirche, 12,03 % zur evangelischen Kirche und 32,34 % waren konfessionslos.

## Partnerstädte
Rožňava unterhält Partnerschaften mit folgenden Städten:
| - Szerencs (Ungarn), seit 1991 - Belváros-Lipótváros (Budapester 5. Bezirk), seit 1997 - Glarus (Schweiz), seit 1998 | - Český Těšín (Tschechien), seit 2001 - Cieszyn (Polen), seit 2001 - Bačka Topola (Serbien), seit 2006 |

## Persönlichkeiten
- Eduard Kojnok (1933–2011), römisch-katholischer Bischof von Rožňava (1990–2008)
- Imrich Fabry (1924–2008), Schauspieler und Radiosprecher
- Adam Szentpétery (* 1956), Bildender Künstler
- Vladimir Oravsky (* 1947), Autor
- Dana Velďáková (* 1981), Leichtathletin